# Polovi astronomskih tijela
Polovi astronomskih tijela određuju se na temelju njihove rotacijske osi u odnosu na nebeske polove nebeske sfere. Nebeska tijela uključuju zvijezde, planete, patuljaste planete i mala tijela Sunčevog sustava poput kometa i malih planeta (tj. asteroida ), kao i prirodne satelite i mjeseceve malih planeta. 
Međunarodna astronomska unija (IAU) definira zemljopisni sjeverni pol planeta ili bilo kojeg od njegovih satelita u Sunčevom sustavu kao planetarni pol koji se nalazi u istoj nebeskoj hemisferi, u odnosu na nepromjenjivu ravninu Sunčevog sustava, kao Zemljin sjeverni pol, Ova je definicija neovisna o smjeru vrtnje objekta oko njegove osi. To podrazumijeva da smjer rotacije objekta, gledano iznad njegovog sjevernog pola, može biti ili u smjeru suprotnom od kazaljke na satu. Smjer rotacije koji pokazuje većina objekata Sunčevog sustava (uključujući Sunce i Zemlju) je u smjeru suprotnom od kazaljke na satu. Venera se okreće u smjeru kazaljke na satu, a Uran je kucao na svoju stranu i okreće se gotovo okomito na ostatak Sunčevog sustava. Ekliptika ostaje unutar 3 ° nepromjenljive ravnine tijekom pet milijuna godina, ali je sada nagnuta oko 23,44 ° prema Zemljinom nebeskom ekvatoru koji se koristi za koordinate polova. Ovaj veliki nagib znači da bi nagib pola u odnosu na Zemljin nebeski ekvator mogao biti negativan iako je sjeverni pol planete (poput Urana) sjeverno od nepromjenjive ravnine. 
Godine 2009. odgovorna radna skupina IAU odlučila je definirati polove patuljastih planeta, manjih planeta, njihovih satelita i kometa u skladu s pravilom desne ruke. Da se izbjegne zabuna u definicijama "sjever" i "jug" u odnosu na nepromjenjivu ravninu, polovi se nazivaju "pozitivni" i "negativni". Pozitivni pol je pol prema kojem palac pokazuje kada su prsti desne ruke uvijeni u smjeru vrtnje. Negativni pol je pol prema kojem palac pokazuje kada su prsti lijeve ruke uvijeni u smjeru vrtnje. Ova je promjena bila potrebna jer polovi nekih asteroida i kometa vrlo brzo precesiraju da bi sjeverni i južni pol zamijenili mjesta unutar nekoliko desetljeća koristeći definiciju nepromjenjive ravnine. 
Projekcija zemljopisnog sjevernog pola planeta na nebesku sferu daje njegov sjeverni nebeski pol. Položaj nebeskih polova nekih odabranih objekata Sunčevog sustava prikazan je u sljedećoj tablici. Koordinate su date u odnosu na Zemljin nebeski ekvator i proljetnu ravnodnevnicu kao što su postojali na J2000 (1. siječnja 2000.12:00:00 TT ) što je ravnina fiksirana u inercijalnom prostoru koji se danas naziva Međunarodni nebeski referentni okvir (ICRF). Mnogi polovi precesiraju ili se na drugi način kreću u odnosu na ICRF, pa će se njihove koordinate mijenjati. Mjesečevi su polovi posebno pokretni. 
| Nebesko tijelo | Sjeverni pol  | Sjeverni pol  | Sjeverni pol  | Južni pol     | Južni pol     | Južni pol     |
| Nebesko tijelo | RA            | Dec           | Zviježđe      | RA            | Dec           | Zviježđe      |
| -------------- | ------------- | ------------- | ------------- | ------------- | ------------- | ------------- |
| Sunce          | 286,13        | +63,87        | Zmaj          | 106,13        | −63,87        | Kobilica      |
| Merkur         | 281,01        | +61,41        | Zmaj          | 101,01        | −61,41        | Zlatna riba   |
| Venera         | 272,76        | +67,16        | Zmaj          | 92,76         | −67,16        | Zlatna riba   |
| Zemlja         | —             | +90,00        | Mali medvjed  | —             | −90,00        | Oktant        |
| Mjesec         | 266,86        | +65,64        | Zmaj          | 86,86         | −65,64        | Zlatna riba   |
| Mars           | 317,68        | +52,89        | Labud         | 137,68        | −52,89        | Jedro         |
| Jupiter        | 268,06        | +64,50        | Zmaj          | 88,05         | −64,50        | Zlatna riba   |
| Saturn         | 40,60         | +83,54        | Cefej         | 220,60        | −83,54        | Rajska ptica  |
| Uran           | 257,31        | −15,18        | Zmijonosac    | 77,31         | +15,18        | Orion         |
| Neptun         | 299,36        | +43,46        | Lira          | 119,36        | −43,46        | Krma          |
|                | Positive pole | Positive pole | Positive pole | Negative pole | Negative pole | Negative pole |
| Pluton         | 132,99        | −6,16         | Jednorog      | 312,99        | +6,16         | Orao          |

Nekim tijelima Sunčevog sustava, uključujući Saturnov mjesec Hiperion i asteroid 4179 Toutatis, nedostaje stabilni geografski sjeverni pol. Rotiraju se kaotično zbog nepravilnog oblika i gravitacijskog utjecaja od obližnjih planeta i mjeseci, što rezultira trenutnim polom koji luta po njihovoj površini i može na trenutak potpuno nestati (kada se objekt zaustavi u odnosu na udaljene zvijezde).